# タタール
タタール（Tatar, タタール語: татарлар）は、北アジアのモンゴル高原とシベリアとカザフステップから東ヨーロッパのリトアニアにかけての幅広い地域にかけて活動したテュルク系民族に対して用いられてきた民族総称である。日本では、中国から伝わった韃靼（だったん）という表記も用いてきた。

## 概要
タタル (Татарла, Татар - Tatarla, Tatar) という語は、テュルク系遊牧国家である突厥（とっけつ）がモンゴル高原の東北で遊牧していた諸部族を総称して呼んだ他称である。この語はテュルク語で「他の人々」を意味するとされ、その最古の使用例は突厥文字で記した碑文（突厥碑文）においてであった。まもなく中国側もテュルク語のタタルを取り入れ、『新五代史』や『遼史』において「達靼」「達旦」などと表記したが、これは他称ではなく、彼らの自称であるといい、タタルを自称とする部族が形成されていた。
後にタタルと自称する人々はモンゴル部族に従属してモンゴル帝国の一員となり、ヨーロッパ遠征に従軍したため、ヨーロッパの人々にその名を知られた。ヨーロッパではモンゴルの遊牧騎馬民族が「タルタル (Tartar)」と呼ばれるようになり、その土地名も「モンゴリア（モンゴル高原）」という語が定着するまでは「タルタリー」と呼ばれた。中でもロシア語の「タタール(Татар)」はよく知られているが、ロシアはヨーロッパの中で最も長くモンゴル（タタール人）の支配を受けた国であり、ロシア人にとって「タタールのくびき (татарское иго)」という苦い歴史として認識されている。東ヨーロッパではモンゴル帝国の崩壊後にロシアの周縁で継承政権を形成したムスリム（イスラム教徒）の諸集団をタタールと称した。彼らの起源は、モンゴル帝国の地方政権のうちで後のロシア領を支配したジョチ・ウルスにおいてイスラム教を受容しテュルク化したモンゴル人と彼らに同化した土着のテュルク系、フィン・ウゴル系諸民族などで、これが現在のロシア・東ヨーロッパのタタール民族に繋がっている。
一方、東アジアでもモンゴル帝国の崩壊後も「タタル」の語は使われ続け、漢字で「韃靼」と記された。この韃靼はかつての達靼（タタル部）ではなく、モンゴル人全体を指しているため、使い方としてはヨーロッパと類似している。
以上のように、「タタル」という呼び名は突厥碑文の他称に始まり、のちに突厥碑文のタタルから派生したタタル部（達靼）が自称するようになった。同じく突厥碑文のタタルから派生したモンゴルがユーラシア大陸を支配する巨大な帝国に形成すると、タタル部はその一員となるが、この時代にモンゴル帝国の遊牧民全体がヨーロッパ、中国から「タルタル、韃靼」と他称された。今はテュルク系ムスリムのことを指す場合が多い。

## 現在のタタール
現在では、旧ソビエト連邦を中心にシベリアから東ヨーロッパにかけて居住するテュルク系諸民族がタタール（タタール語: Татарлар, Tatarlar）を自称するが、現在「タタール」と呼ばれる諸民族はロシア連邦内のヴォルガ川中流域（イデル＝ウラル地域）に住むヴォルガ・タタール人（カザン・タタール人）、ヴォルガ川下流域に住むアストラハン・タタール人、シベリアに住むシベリア・タタール人、クリミア半島に住むクリミア・タタール人、ベラルーシ、リトアニアおよびポーランドに住むリプカ・タタール人などに分かれる。
タタール人の人口が多い国はロシアで、統計上の総人口はおよそ550万人とロシア人に次ぐ多数派民族である。このうち数が多いのはヴォルガ・タタール人で、ヴォルガ中流域のタタールスタン共和国に200万人、隣のバシコルトスタン共和国に100万人が居住する。また、中華人民共和国にもロシアから移住したタタール人が少数民族のタタール族とされ、新疆ウイグル自治区に2010年現在で4890人が暮らす。

## 語源と表記
タタールの語源は古テュルク語で、「他の人々」を意味した Tatar（タタル）である。
伝統的にはもっぱら、中国語では韃靼（ダーダー、拼音: dádá）、アラビア語では تتر（タタル）、ペルシア語では  تاتار （タータール）、ロシア語では Татар（タタール）、西ヨーロッパの諸言語では Tartar（タルタル）と表記される。
韃靼の口語形として韃子があるが、モンゴルを侮辱する言葉であり、陝西省や山西省の漢人たちは現在でもときどき口にする言葉である。
宮脇淳子は韃靼という語について、「中国王朝の明は、モンゴル高原で遊牧生活を送っている人びとが、元朝と深い関係にあるモンゴル帝国の後裔であることを知りながら、かれらをモンゴル（蒙古）と呼ばずに、わざとタタル（韃靼）とよんだ。それは、中華思想の立場では、正統はただひとつしかなく、明朝だけがモンゴル帝国の宗主国元朝の継承者でなければならなかったからである」と分析している。

## アジア史のタタール

### 三十姓タタルと九姓タタル
突厥碑文には、「三十姓タタル（オトゥズ・タタル、Otuz Tatar）」や、「九姓タタル（トクズ・タタル、Toquz Tatar）」という複数の部族（姓）からなる集団が登場する。このうちの三十姓タタルは中国史書に記されている室韋（しつい）に比定されている。
8世紀の『ホショ・ツァイダム碑文（キョル・テギン碑文）』に、「バイカル湖の東岸方面のクリカン（骨利干）とシラムレン川のキタン（契丹）の間に、オトゥズ・タタル（三十姓タタル）がいた」と刻まれたように、突厥の時代から室韋は三十姓タタルと呼ばれていたのであるが、一方で『シネ・ウス碑文』などに「トクズ・タタル（九姓タタル）」という集団がセレンゲ川下流近くに居住していたことも記されている。九姓タタルと三十姓タタルとの関係はわかっていないが、九姓タタルが三十姓タタルと同じ起源であるとすれば、これも室韋から分かれた集団であると推測できる。しかし、『新五代史』に記されている「達靼（たつたん、タタル）」は「靺鞨の遺種」と記されており、室韋の後身とは記されていない。
860年代に九姓タタルは回鶻（ウイグル）を滅ぼした黠戛斯（キルギス）を撃退し、オルホン川流域に割拠した。13世紀にモンゴルが強大になるまでモンゴル高原の支配部族であったケレイト王家はおそらく九姓タタルの後身である可能性が高い。
一方で、室韋の旧地に残っていた三十姓タタルは、かつて九姓タタルが住んでいたセレンゲ川上流域や、ケルレン川上流にまで住地を広げ、11世紀から13世紀にかけて活躍するモンゴルやタタルといった部族の起源となる。

### タタル部

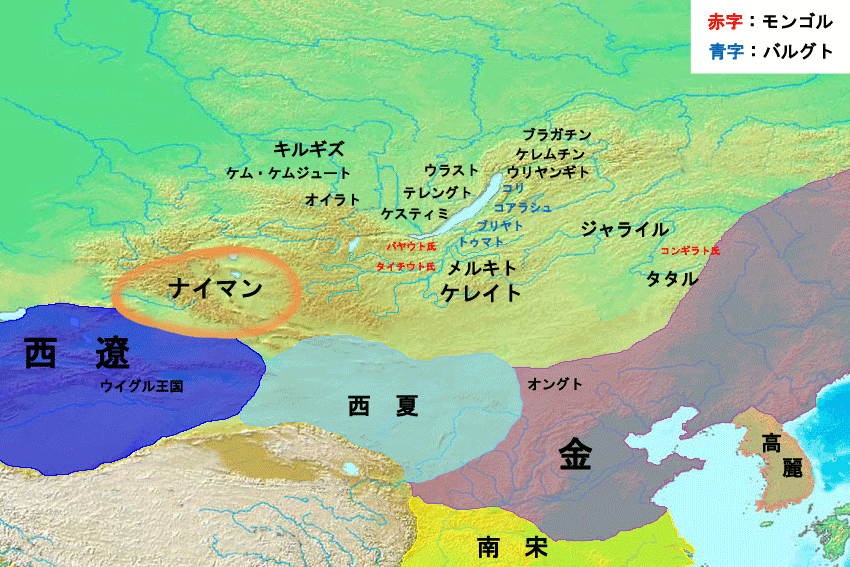
13世紀の東アジア諸国と北方諸民族。

モンゴル高原中央部で黠戛斯（キルギス）の遊牧国家が倒れると、タタル諸部族は南下を開始し、モンゴル高原の中部から東部に広く分布するようになった。高原の東南に遊牧していたキタイ（契丹）が遼を建国すると、これらの遊牧諸部族は遼の支配を受け、ときに遼に反抗しながら部族の興亡を続ける。この時期に台頭したのが、ケレイト部、ジャライル部、メルキト部、モンゴル部、バルグト部といった諸部族であり、これらと並んで有力部族となったのがタタル部である。すなわち、この時代のタタル部とはかつて突厥が三十姓タタルと他称した室韋の後裔の一部であり、タタルを自称の部族名とした集団であった。『元朝秘史』によると、タタル部族にはアルチ、チャガン、ドタウト、アルクイの4氏族があるという。一方、『集史』ではトトクリウトを筆頭に、同じくアルチ、チャガンの他にクイン，テレイト，バルクイの計6氏族が数えられている。
12世紀、南宋・金代の中国ではモンゴル高原東部・北東部に居住するタタル部など諸部族を「黒韃靼」、モンゴル高原南部（内蒙古）に居住するオングトなど諸部族を「白韃靼」と呼んでいた。
タタル部は遼に代わって成立した金と結んで、モンゴル部のアンバガイ・カンを殺害した。そのため12世紀末、モンゴル部の部族長となったチンギス・カンによってタタル部は滅ぼされた。やがてチンギス・カンが、モンゴル高原のモンゴル・テュルク系遊牧諸部族を統合してモンゴル帝国を建てると、かつてのタタル部も勢力は振るわなかったものの、モンゴル帝国を構成する一部族として存続した。
『集史』では、チンギス・カンのオルドの管理を行っていた最有力の大ハトゥンが第1皇后ボルテを含め5人いたことが記されているが、うち第5皇后イェスルンおよび第3皇后イェスゲンの姉妹はトトクリウト・タタル氏族の首長イェケ・チェレンの娘であった。チンギス・カンの養子としてホエルンらに養育されたシギ・クトクやクリ・ノヤンなど、タタル部族は氏族それぞれがチンギス・カン家の各王家で有力な部将や姻族として政権の中枢を担った。

### 韃靼
モンゴル帝国の諸政権のうち、中国とモンゴル高原を支配した元は、1368年に北へ逃れて北元となったが、やがて1388年にクビライ直系のハーンが殺害されてクビライの王統がほぼ断絶し、モンゴル高原西部の諸部族がオイラト部族連合を形成してモンゴル部族連合と対立し始めた。
一方、中国を取り戻すことができた漢民族の明ではモンゴルのことを「蒙古」と呼ばず、かつてのモンゴル系遊牧民の総称であった「韃靼」と呼ぶことになった。これは彼らが元朝の後継政権であることを言葉の上で否認したためである。そのため明代に記された史料や清代に編纂された正史『明史』では、モンゴルは韃靼の名で記録されている。
モンゴルが韃靼と呼ばれるようになった明代でも、モンゴルの東に住む女真（のちの満洲人）はモンゴルのことを ᠮᠣᠩᡤᠣ (Monggo, モンゴ）と呼び続けていた。のちに明に代わって満洲人が立てた清は韃靼の名称を採用せず、モンゴルの漢字表記は「韃靼」から「蒙古」に戻った。清代には西トルキスタンに居住するイスラム教徒も含めた、北アジア・中央アジアの諸集団を指して「韃靼」という言葉が使われるようになった。
日本では、江戸時代から沿海州、アムール川流域を含む北アジア・中央アジアを指す呼称として「韃靼」の語が用いられたが、領域や実態について明確な定義は存在していなかった。

## ヨーロッパ史のタタール

### 東ヨーロッパ
ヨーロッパのキリスト教世界の中でも最も東に位置し、恒常的にテュルク系の遊牧民と接触していたルーシ（現在のロシア・ウクライナ）は1223年にモンゴル帝国の最初の襲撃を受け、1237年にはバトゥ率いる征西軍の侵攻を受けて、ノヴゴロド公国以外は全てモンゴルの支配下に入った。ルーシの人々は、おそらく周囲にいたポロヴェツなどのテュルク系遊牧民が東方のモンゴル系遊牧民たちをタタルと呼んでいたのにならって、彼ら東からやってきた遊牧民たちをタタールと呼んだ。
1245年、モンゴル皇帝グユクに謁見するためローマからカラコルムに向かったローマ教皇インノケンティウス4世の使者プラノ・カルピニは往路途中、ルーシの古都キエフが襲撃により今や廃墟であったことを記している。
バトゥの征西で大被害を受けたルーシは、続けてバトゥがヴォルガ川下流に留まって建国したジョチ・ウルスの支配下に入り、モンゴルへの服従と貢納を強制された。モスクワ大公国が1480年に貢納を廃止し、他地域も独立するまで約200年前後にわたって続くことになる、このモンゴル＝タタールによる支配のことをロシア史では「タタールの軛（くびき）」と呼ぶ。
ジョチ・ウルスのモンゴル人たちはやがて言語的にはテュルク語化、宗教的にはイスラム教化してゆく。15世紀にはジョチ・ウルスは再編と解体が進んでクリミア半島にクリミア・ハン国、ヴォルガ川中流域にカザン・ハン国、西シベリアにシビル・ハン国などが生まれるが、これらの地域ではかつてのモンゴル系支配者と土着のテュルク系などの様々な人々が混交し、現在クリミア・タタール、ヴォルガ・タタール、シベリア・タタールと呼ばれるような民族が形成されていった。タタールの中には、ロシアやルーマニアに移住して、キリスト教を受け入れて現地に同化する者も多く現われており、ユスポフ家、カンテミール家など有力な貴族となった家もある。
ロシアは、16世紀頃までに「タタールの軛」を脱するが、その後もクリミアやヴォルガ、シベリアなどに広く散らばるテュルク＝モンゴル系の人々をタタールと呼んだ。ロシア帝国は18世紀までにこれらのタタールはほとんど全てを支配下に置く。
ロシア治下のタタールのうち、ヴォルガ川中流域のカザン周辺に住むヴォルガ・タタール（カザン・タタールともいう）が経済的・文化的に成長し、ロシア領内のムスリム（イスラム教徒）中で最大の共同体へと発展していった。ロシア・ソビエト連邦では様々な民族に分かれたタタールたちをまとめてタタール民族として扱っていたが、それらのうちで継続してタタールの自治共和国を持つことができたのはヴォルガ・タタール人のみであった（ソビエト連邦ロシアSFSRタタール自治ソビエト社会主義共和国→ロシア連邦タタールスタン共和国）。このため、ロシア領を話題とする多くの文脈で、単にタタール人といったときも、狭義にはヴォルガ・タタール人を指していることが多い。クリミア・タタール人は1921年ロシアSFSRにクリミア自治ソビエト社会主義共和国の建国を許可されたが、ヨシフ・スターリンによるクリミア・タタール人追放政策により人口比民族が大幅に減少、1945年にはクリミア州に格下げとなった。1954年管轄がウクライナSSRに移動。ソ連崩壊後のウクライナではクリミア自治共和国として、2014年のロシアによるクリミアの併合後にはクリミア共和国としてそれぞれ自治権が復活している。
13世紀から17世紀において、多様なタタール族がポーランド・リトアニア共和国に移住や難民とし居住した。ポーランド王＝リトアニア大公は、高いスキルの戦士として知られていたタタール人を好んだからである。13世紀-14世紀の間、リプカ・タタール人 が移住し、15世紀から16世紀にはクリミア・タタール人とノガイ族などが移住し、ポーランド軍で高い評価を得ていた。16世紀から17世紀に、ヴォルガ・タタール人が移住した。主にリトアニア大公国（現在のリトアニアとベラルーシ）に定住した。ポーランドには、リプカ・タタール人を筆頭に、ハザールを起源とするクリミア・カライム人など多くのタタール系やテュルク系民族が定住した。

### 西・南ヨーロッパ
バトゥの征西は東ヨーロッパのポーランドからハンガリーまで達し、ルーシのみならず西ヨーロッパ・カトリック圏にも大きな衝撃を与えているが、西ヨーロッパの人々は、ロシア語のタタールという名をさらにギリシャ語で地獄の住民を意味するタルタロスに重ね合わせ、モンゴル人たちをタルタル人と呼んだ。そしてモンゴル帝国以来、中央ユーラシア、中央アジア、北アジアの諸民族をタルタル人と呼ぶ用法が長く残ることになる。
例えばモンゴル高原や北アジアは、19世紀まで西ヨーロッパの人々によってタルタリーと呼ばれており、その地の住民であるモンゴル系、テュルク系の遊牧民たちはタルタル人、タルタリー人と呼ばれつづけていた。17世紀に清を建てた満洲人はツングース系の非遊牧民であるが、彼らもヨーロッパ人にはタルタル人の一種とみなされていた。近代に中央ユーラシアの諸民族に関する知識がヨーロッパの人々に根付くにつれ、タルタルの名は使われなくなっていくが、その名残は現代において払拭されてはいない。例えば、ヴォルガ・タタール人などのタタールの名を冠する民族が英語圏で言及されるとき、Tatars ではなく Tartars と綴られることもしばしばである。

## 中国のタタール族
中国の少数民族の一つタタール族は、18世紀以降にロシアから移住したタタール人の子孫であり、上述の韃靼とは無関係である。中華人民共和国の新疆ウイグル自治区における人口は4890人（2010年）。新疆ウイグル自治区に以下の郷レベルの行政区が唯一ある。

### 民族郷
- 新疆ウイグル自治区昌吉回族自治州奇台県
  - 大泉タタール族郷（タタール語版、中国語版）（タタール語: Дацюань-Татар милли волосте、簡体字: 大泉塔塔尔族乡）

## 日本のタタール人
1917年のロシア革命によって国を追われたタタール人たちが日本に逃れており、彼らは日本に最初に入ってきたムスリムの集団とされる。彼らは日本にイスラム教を持ち込んだ最初期の集団であり、東京などに回教礼拝堂（1938年完成、現在の東京ジャーミイ）などを作った。この回教堂の開堂式典にはイエメン王子、サウジアラビア王国やエジプト王国の国王名代ら中東イスラム圏からの来賓を含め約300人のムスリムが出席した。設立を主導した在日タタール人指導者ムハンマド・ガブドゥルハイ・クルバンガリーは先立つ1927年に東京回教学校も開校している。在日タタール人が日本社会に受け入れられたのは、アジア大陸進出にあたってイスラム世界の好意が重要だと日本政府・軍部が認識していたためである。
彼ら在日タタール人は第一次世界大戦で敗れて崩壊したオスマン帝国に代わり成立したトルコ共和国の国籍を求めたが、同国は原則として国籍を与えなかった。第二次世界大戦中、駐日トルコ大使は本国への引き揚げ時に、大戦でトルコがどちらにつくかはわからず、無国籍のままがよいと語ったと伝承される（大戦末期、トルコは日独へ宣戦布告した）。戦後、朝鮮戦争に派兵したトルコ軍将兵は通訳や慰問で在日タタール人の世話になり2組の夫婦が生まれたほか、戦死者は在日タタール人イマームにより葬儀が執り行われた。その功績を評価したトルコ政府が国籍付与を認めた。トルコのほかアメリカ合衆国やオーストラリアへ移住した人々もおり、かつて数百～千人程度いた在日タタール人は、子孫が参加する東京トルコ協会の会員と日本人家族を含めて40人程度に減っている。